# Nicole Mitchell (musiker)
Nicole Mitchell, född 17 januari 1967 i Syracuse, New York är en amerikansk jazzmusiker (tvärflöjt), kompositör och professor i musik.

## Biografi
Nicole Miitchell föddes i Syracuse NY. 1967. När hon var nio år flyttade familjen till Anaheim i Kalifornien. Hon studerade musik i skolan och spelade piano, altfiol och tvärflöjt. 1985 började hon studera matematik på University of California, San Diego. Mitchell tog en kurs för den afroamerikanska jazzmusikern Jimmy Cheatham och efter det flyttade hon till Ohio för att studera vid Oberlin konservatorium.
År 1990 flyttade Mitchell till Chicago och arbetade på ett musikförlag som fokuserade på afroamerikansk kultur. På fritiden var hon gatumusiker och fick kontakt med medlemmar i Association for the Advancement of Creative Musicians. och blev själv medlem 1995.

## Diskografi (urval)
Vissa av dessa titlar spelades av "Nicole Mitchell's Black Earth Ensemble".
- Vision Quest (Dreamtime, 2001)
- Afrika Rising (Dreamtime, 2002)
- Hope, Future and Destiny (Dreamtime, 2004)
- Indigo Trio: Live in Montreal (Greenleaf, 2007)
- Black Unstoppable (Delmark, 2007)
- Xenogenesis Suite (Firehouse 12, 2008)
- Anaya (RogueArt, 2009)
- Renegades (Delmark, 2009)
- Emerald Hills (RogueArt, 2010)
- Before After (RogueArt, 2011) med Joëlle Léandre och Dylan van der Schyff
- The Ethiopian Princess Meets the Tantric Priest (RogueArt, 2011)
- Awakening (Delmark, 2011)
- Arc of O (RogueArt, 2012)
- Three Compositions (RogueArt, 2012) med Roscoe Mitchell
- Aquarius (Delmark, 2013)
- Engraved in the Wind (RogueArt, 2013)
- Intergalactic Beings (FPE Records, 2014)
- The Secret Escapades of Velvet Anderson (RogueArt, 2014)
- Artifacts (482 Music, 2015) med Tomeka Reid och Mike Reed
- Moments of Fatherhood (RogueArt, 2016)
- Mandorla Awakening II - Emerging Worlds (FPE Records, 2016-2017)
- Liberation Narratives (Third World, 2017)